# Focke-Wulf Ta 152
Focke-Wulf Ta 152 là một loại máy bay tiêm kích đánh chặn tầng cao của Đức, do Kurt Tank thiết kế và hãng Focke-Wulf sản xuất. Ta 152 được phát triển từ máy bay Focke-Wulf Fw 190. Ban đầu dự định sẽ thiết kế Ta 152 ít nhất với 3 phiên bản — Ta 152H Höhenjäger ("tiêm kích tầng cao"); Ta 152C là tiêm kích tầm trung và tấn công mặt đất dùng động cơ khác và có cánh nhỏ hơn; và phiên bản Ta 152E tiêm kích-trinh sát dùng động cơ của phiên bản H và cánh của phiên bản C.
Chiếc Ta 152H đầu tiên đưa vào trang bị của Luftwaffe (không quân Đức) vào tháng 1/1945. Tổng cộng có 43 chiếc được chế tạo cộng thêm 6 mẫu thử, một nguồn khác cho rằng có khoảng 220 chiếc được chế tạo trước khi Chiến tranh thế giới II kết thúc. Chừng đó là quá ít để Ta 152 có thể gây ảnh hưởng đến cục diện không chiến.

## Biến thể
Ta 152 C-0
Mẫu tiền sản xuất, cánh nhỏ, chỉ có 1 chiếc trang bị động cơ 2.100-hp (1566 kW) Daimler Benz DB603LA.
Ta 152 C-1
Cánh nhỏ, trang bị 1 khẩu pháo MK 108 Motorkanone 30 mm (1.18 in) và 4 khẩu pháo MG 151/20 20 mm.
Ta 152 C-2
Cánh nhỏ, lắp thiết bị vô tuyến cải tiến.
Ta 152 C-3
Cánh nhỏ, trang bị một khẩu MK 103 Motorkanone 30 mm (1.18 in) và 4 khẩu pháo MG 151/20 20 mm.
Ta 152 E-1
Phiên bản trinh sát không ảnh của Ta 152C.
Ta 152 E-2
Phiên bản tiêm kích tầng cao, lắp động cơ Junkers Jumo 213E và cánh của phiên bản H. Chỉ có 1 mẫu thử.
Ta 152 H-0
Cánh dài, 20 chiếc.
Ta 152 H-1
Phiên bản sản xuất. Cánh dài, trang bị 1 khẩu pháo MK 108 Motorkanone 30 mm (1.18 in) MK108 và 2 khẩu pháo MG 151/20 20 mm.

## Quốc gia sử dụng
Germany
- Luftwaffe

## Tính năng kỹ chiến thuật (Ta 152 H-1)

### Đặc điểm riêng
- Tổ lái: 1
- Chiều dài: 10,82 m (33 ft 11 in)
- Sải cánh: 14,44 m (48 ft 6 in)
- Chiều cao: 3,36 m (13 ft 1in)
- Diện tích cánh: 23,5 m² (253 ft²)
- Trọng lượng rỗng: 4.031 kg (8.640 lb)
- Trọng lượng có tải: 4.625 kg (10.470 lb)
- Trọng lượng cất cánh tối đa: 5.217 kg (11.501 lb)
- Động cơ: 1 × Jumo 213E, 1.287 kW (1.750 PS; 2.050 PS với MW-50)

### Hiệu suất bay
- Vận tốc cực đại: 759 km/h
- Tầm bay: 2.000 km (1.240 mi)
- Trần bay: 14.800 m (48.550 ft)
- Vận tốc lên cao: 19,2 m/s (3.445 ft/phút)
- Lực nâng của cánh: 196,8 kg/m² (41,38 lb/ft²)
- Lực đẩy/trọng lượng: 0,276 kW/kg (0,167 hp/lb)

### Vũ khí
- 1 × 30 mm pháo MK 108
- 2 × 20 mm pháo MG 151/20